# Selin Sezgin
Selin Sezgin (Ankara, Turquía, 20 de junio de 1990) es una actriz y artista turca. Es reconocida internacionalmente por su papel de Melek en la serie dramática turca Elif.

## Biografía
En 2006 debutó como actriz en el filme Zeytinyağlı Yiyemem Aman interpretando a Emine. Llegó a Indonesia el 23 de agosto de 2015 para celebrar el 25 aniversario de SCTV con Emre Kıvılcım, Gülçin Tunçok e Isabella Damla Güvenilir. En la serie Elif Indonesia es interpretada por Rianti Cartwright bajo el nombre de Malika . También es conocido como pintora de la Universidad de Bellas Artes de 2014.

## Filmografía
| Año       | Título                   | Tipo     | Papel         |
| 2006      | Zeytinyağlı Yiyemem Aman | Película | Emine         |
| 2014-2019 | Elif                     | Serie    | Melek         |
| 2019      | Hayatta Olmaz            | Comedia  |               |
| 2020      | Bay Yanlış               | Serie    | Seda          |
| 2022      | Canım Annem              | Serie    | Nazlı / Cemre |